# Oniichan wa Oshimai!
Oniichan wa Oshimai! (お兄ちゃんはおしまい!, O irmão mais velho se foi!) é uma série de mangá japonesa escrita e ilustrada por Nekotofu. A série é serializada online no Pixiv desde 2017; também é serializado na revista Monthly Comic Rex da Ichijinsha desde abril de 2019. Uma adaptação para anime da série de televisão do Studio Bind foi ao ar de janeiro a março de 2023, recebendo recepção positiva da crítica e obtendo altas avaliações no Japão, embora tenha recebido uma recepção mista dos críticos de língua inglesa.

## Enredo
A série segue Mahiro Oyama, um otaku e NEET que mora sozinho com sua irmã mais nova cientista, Mihari. Um dia ele acorda e se vê transformado em uma jovem, resultado de um dos experimentos de Mihari. Mahiro agora deve aprender a se sentir confortável em seu novo corpo enquanto vive a vida como uma garota do ensino médio.

## Mídia

### Mangá
Escrito e ilustrado por Nekotofu, Oniichan wa Oshimai! começou a serialização online via Pixiv e em outras plataformas em 2017. Também começou a serialização na revista Monthly Comic Rex da Ichijinsha em 27 de abril de 2019. Em julho de 2025, diez volumes tankōbon foram lançados pela Ichijinsha. Na América do Norte, a Kodansha USA está publicando a série em inglês. Na Alemanha, a Manga JAM Session publica o mangá como Ab sofort Schwester! em volumes de apenas 3 capítulos cada.

#### Lista de volumes
| N.º | Data de lançamento     | ISBN                                     |
| --- | ---------------------- | ---------------------------------------- |
| 1   | 27 de junho de 2018    | 978-4-7580-6750-8                        |
| 2   | 26 de janeiro de 2019  | 978-4-7580-6792-8                        |
| 3   | 27 de setembro de 2019 | 978-4-7580-6828-4                        |
| 4   | 27 de julho de 2020    | 978-4-7580-6883-3                        |
| 5   | 27 de maio de 2021     | 978-4-7580-6917-5                        |
| 6   | 27 de abril de 2022    | 978-4-7580-6977-9                        |
| 7   | 7 de janeiro de 2023   | 978-4-7580-8400-0 978-4-7580-8401-7 (EE) |
| 8   | 27 de novembro de 2023 | 978-4-7580-8456-7 978-4-7580-8457-4 (EE) |
| 9   | 27 de setembro de 2024 | 978-4-7580-8582-3 978-4-7580-8583-0 (EE) |
| 10  | 26 de julho de 2025    | 9784758087568 978-4-7580-8757-5 (EE)     |

### Anime
Uma adaptação em anime foi anunciada em 22 de abril de 2022. Foi produzida pela Studio Bind e dirigida por Shingo Fujii, com Michiko Yokote como roteirista principal, designs dos personagens feitos por Ryo Imamura, e música composta por Daisuke Achiba e Alisa Okehazama. A série foi ao ar de 5 de janeiro a 23 de março de 2023, na AT-X e outras redes. O tema de abertura é "Identeitei Meltdown" (アイデン貞貞メルトダウン) por Enako com participação de P Maru-sama, enquanto o tema de encerramento é "Himegoto*Crisisters" (ひめごと＊クライシスターズ) por Marika Kōno, Kaori Ishihara, Hisako Kanemoto, e Minami Tsuda. A Crunchyroll licenciou a série fora da Ásia. A Medialink licenciou a séria no Ásia-Pacífico.

#### Episódios
| N.º | Título                                                                                            | Dirigido por                  | Escrito por    | Storyboard por    | Exibição original       |
| --- | ------------------------------------------------------------------------------------------------- | ----------------------------- | -------------- | ----------------- | ----------------------- |
| 1   | "Mahiro e seu Corpo Disfuncional" "Mahiro to Ikenai Karada (まひろとイケないカラダ)"              | Shingo Fujii                  | Michiko Yokote | Shingo Fujii      | 5 de janeiro de 2023    |
| 2   | "Mahiro está Naqueles Dias" "Mahiro to Onnanoko no Hi (まひろと女の子の日)"                       | Eri Irei                      | Michiko Yokote | Eri Irei          | 12 de janeiro de 2023   |
| 3   | "O Encontro Inesperado do Mahiro" "Mahiro to Michi to no Sōgū (まひろと未知との遭遇)"             | Yasuhiko Akiyama              | Miharu Hirami  | Yasuhiko Akiyama  | 19 de janeiro de 2023   |
| 4   | "A Nova Amiga do Mahiro" "Mahiro to Atarashii Tomodachi (まひろとあたらしい友達)"                 | Hayato Kakinokida             | Michiko Yokote | Hayato Kakinokida | 26 de janeiro de 2023   |
| 5   | "Mahiro, Aventuras e Eventos Sociais" "Mahiro to Hodō to Osasoi to (まひろと補導とお誘いと)"      | Yukihiro Komawo               | Michiko Yokote | Tomomi Mochizuki  | 2 de fevereiro de 2023  |
| 6   | "Mahiro de Volta ao Fundamental" "Mahiro to Nidome no Chūgakusei (まひろと二度目の中学生)"        | Nobuyoshi Arai                | Miharu Hirami  | Nobuyoshi Arai    | 9 de fevereiro de 2023  |
| 7   | "Mahiro e os RPGs" "Mahiro to Rōrupurei (まひろとロールプレイ)"                                   | Ayumu Uwano                   | Miharu Hirami  | Ayumu Uwano       | 16 de fevereiro de 2023 |
| 8   | "Mahiro e a Primeira Festa do Pijama" "Mahiro to Hajimete no Joshikai (まひろとはじめての女子会)" | Hironori Tanaka               | Michiko Yokote | Hironori Tanaka   | 23 de fevereiro de 2023 |
| 9   | "Mahiro e o Ano Novo" "Mahiro to Nenmatsu Nenshi (まひろと年末年始)"                              | Yasuhiko Akiyama              | Michiko Yokote | Mamoru Kurosawa   | 2 de março de 2023      |
| 10  | "Mahiro, Peitos e Identidade" "Mahiro to Oppai to Aidentiti (まひろとおっぱいとアイデンティティ)" | Aose Sakaguchi                | Miharu Hirami  | Aose Sakaguchi    | 9 de março de 2023      |
| 11  | "Mahiro e as Diversões Femininas" "Mahiro to Joshi no Tashinami (まひろと女子のたしなみ)"         | Shinji Nagata Yukihiro Komawo | Miharu Hirami  | Shinji Nagata     | 16 de março de 2023     |
| 12  | "Mahiro Daqui em Diante" "Mahiro no Oshimai to Kore kara (まひろのおしまいとこれから)"            | Shingo Fujii                  | Michiko Yokote | Shingo Fujii      | 23 de março de 2023     |